# Nora Guthrie

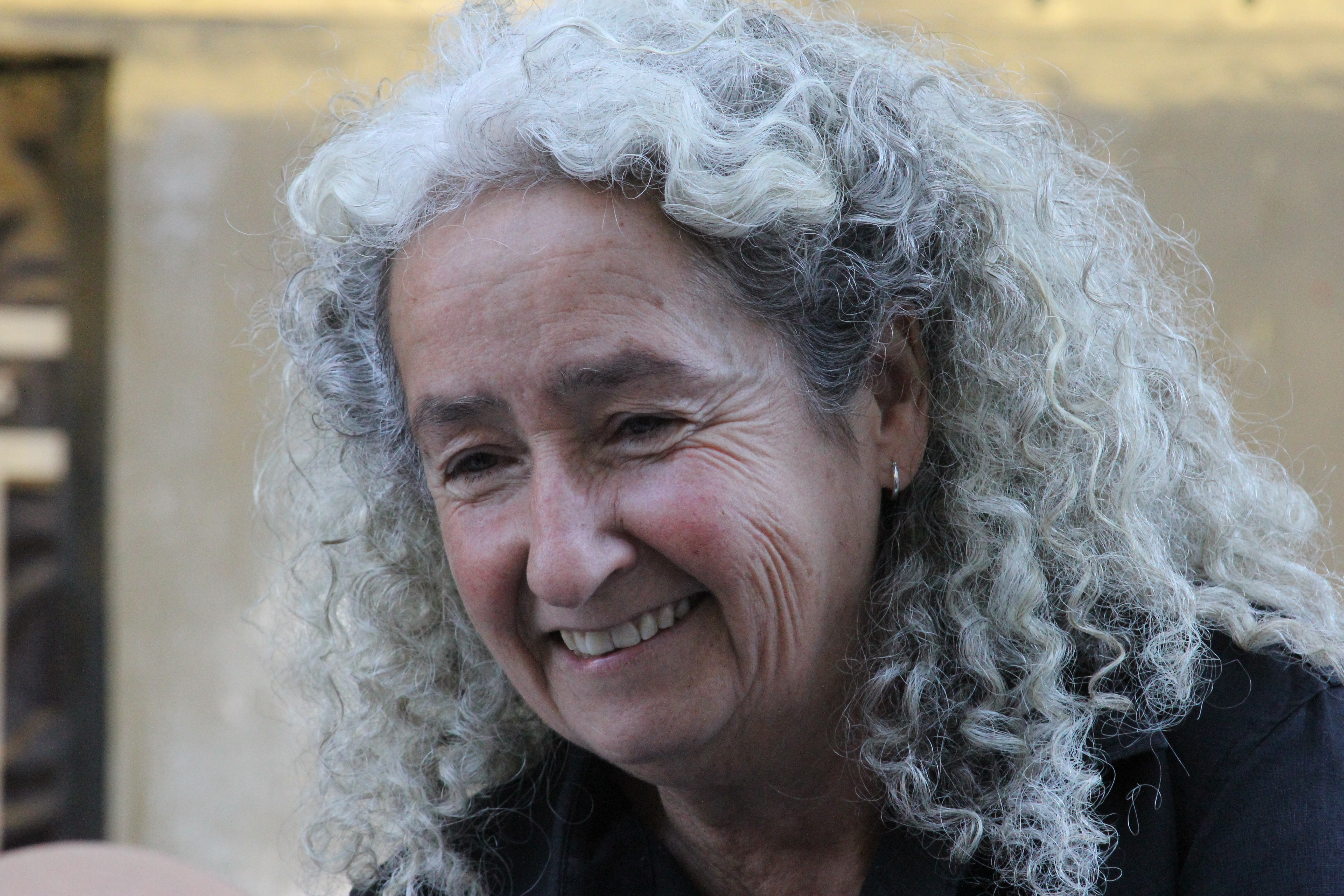

Nora Lee Guthrie (nacida el 2 de enero de 1950) es la hija del músico y compositor de folk estadounidense Woody Guthrie y su segunda esposa Marjorie Guthrie, hermana del cantante y compositor Arlo Guthrie y nieta de la poeta yidis Aliza Greenblatt. Dirige la Woody Guthrie Foundation de Nueva York.
Nora Guthrie se puso en contacto con el cantautor Billy Bragg en primavera de 1995 para grabar unas canciones inéditas de su padre. La gran mayoría de los temas fueron compuestos en la última etapa de la vida de Guthrie, cuando no era capaz de grabar debido a la enfermedad de Huntington que padecía. Para Nora, Bragg era "el único cantante que conocía con las mismas motivaciones que Woody". No obstante, Bragg tenía la preocupación de que sus seguidores no se percatasen de que las canciones eran de Guthrie cuando las tocase en directo, por lo cual decidió grabar el disco junto a otra banda. Bragg contrató a la banda de rock alternativo Wilco para ayudar en el proyecto. El resultado fueron los discos Mermaid Avenue (1998) y Mermaid Avenue Vol. II (2000). Nora Guthrie aparece en el DVD documental de 1999 Man in the Sand, que narra el proceso creativo de las sesiones de grabación de Mermaid Avenue. Más adelante, promovió un proyecto similar con el cantante Jonatha Brooke, dando como resultado un álbum de 2008 titulado The Works.
En 2008, Guthrie ganó un premio Grammy a mejor álbum histórico por su trabajo como productora discográfica en el álbum The Live Wire, un disco reeditado de una grabación en directo de Woody Guthrie grabado originalmente en un magnetófono de alambre.